# Ватрогасни дом у Баранди
Ватрогасни дом у Баранди је објекат направљен крајем 19. века. Налази се на Тргу Маршала Тита 5 и припада општини Опово. Представља непокретно културно добро као споменик културе, одлуком Владе Републике Србије 2023. године.

## Опште информације
Објекат се налази у центру Баранде, а направљен је крајем 19. век. Према натпису са зграде, Добровољно ватрогасно друштво (ДВД) у Баранди основано је 1889. године, док се у литератури као година оснивања помиње 1893. године. У прво време власти у Аустријском царству нису благонаклоно гледале на удруживање грађана и оснивање овог удружења. На простору Баната прво друштво овог типа основано је у Араду 1835. године. Након Аустроугарске нагодбе, мађарско министарство унутрашњих послова донело је 1869. године Уредбу, којом је прописано оснивање оваквих друштава у сваком насељу. Са укидањем Банатске војне границе и престанком граничарске обавезе становника насељених места, појавио се проблем ко ће гасити пожаре који су у то време били чести, како на објектима, тако и на усевима.
Војска и полиција нису могли да стигну у кратком року до сваког насеља, а становништво није имало неопходну опрему, па је решење било оснивање ДВД. Ватрогасни дом у Баранди је репрезентативни објекат ватрогаства на територији јужног Баната. С обзиром на то да је грађен за намену ватрогасног дома, функција је умногоме диктирала конструкцију и изглед зграде. Објекат је у основи неправилног облика, сачињен од два правоугаоника који заједно чине облик неправилног ћириличног слова „Т” и постављен је дужом страном ка улици.
То је масивни једноспратни објекат са ватрогасним торњем у западном делу, који се издиже високо изнад осталог дела објекта. Торањ је служио за осматрање околине како би се на време уочио пожар. Приземље има гаражу са две капије, пешачки улаз, степениште, ходник и једну собу. На спрату је распоред просторија исти, с тим што се изнад гараже налази велика сала која се некад, поред свакодневних радних активности, користила и за организовање друштвеног живота чланова ватрогасне чете. Кров је четвороводни, покривен црепом, а кровна конструкција је дрвена. На врху торња налази се тераса са бетонском оградом од балустера.
Улична фасада је украшена широким хоризонталним венцем са геометријским украсима, као и завршним кровним венцем који је израђен у истом стилу. У оквиру венца је натпис „ОСНОВАНО ДВД 1889”. Дворишне фасаде имају исти кровни венац, док је венац између спратова ужи са полукружним украсима. Торањ је украшен флоралном орнаментиком која се налази на угловима. На источној и западној страни торња налазе се картуше са амблемом Добровољног ватрогасног друштва Баранда. На уличној страни торња је при последњој реконструкцији, постављен грб Републике Србије.
Након низа година током којих Ватрогасни дом није коришћен, 2018. године извршена је реконструкција фасаде и крова и данас се користи за потребе филмског студија.